# Chrysops chiriquensis
Chrysops chiriquensis är en tvåvingeart som beskrevs av David Fairchild 1939. Chrysops chiriquensis ingår i släktet Chrysops och familjen bromsar. Inga underarter finns listade i Catalogue of Life.